# Municipio de Rexine
El municipio de Rexine (en inglés: Rexine Township) es un municipio ubicado en el condado de Kidder en el estado estadounidense de Dakota del Norte. En el año 2010 tenía una población de 4 habitantes y una densidad poblacional de 0,04 personas por km².

## Geografía
El municipio de Rexine se encuentra ubicado en las coordenadas 47°15′50″N 99°33′40″O / 47.26389, -99.56111. Según la Oficina del Censo de los Estados Unidos, el municipio tiene una superficie total de 92.11 km², de la cual 87,93 km² corresponden a tierra firme y (4,53 %) 4,18 km² es agua.

## Demografía
Según el censo de 2010, había 4 personas residiendo en el municipio de Rexine. La densidad de población era de 0,04 hab./km². De los 4 habitantes, el municipio de Rexine estaba compuesto por el 100 % blancos. Del total de la población el 0 % eran hispanos o latinos de cualquier raza.